# 呼鶴温泉
呼鶴温泉（よびづるおんせん）は、山口県周南市（旧国周防国）にある温泉。

## 泉質
放射能泉（単純放射能冷鉱泉）。

## 周辺環境
島田川支流の中村川中流右岸、なだらかな丘陵地の田園地帯に位置する。旧熊毛町中心部に近く、国民保養温泉地の三丘温泉からも近い。

## 歴史
昭和26年（1951）に藤井芳造により開発され、翌年開業した。温泉地名は、同市内の八代地区に渡来するナベヅルに由来し、また多くの客を呼び込むとの意味も含む。

## アクセス
- 車 : 山陽自動車道「熊毛IC」より約5分（約1.5km）
- バス: 徳山駅前⑥のりばより「ゆめプラザ熊毛」行き約43分。「ゆめプラザ熊毛」で下車後　徒歩約5分（約500ｍ）
- 鉄道: JR西日本岩徳線高水駅より徒歩15分